# Anacantha darwasica
Anacantha darwasica là một loài thực vật có hoa trong họ Cúc. Loài này được (C.Winkl.) Soják mô tả khoa học đầu tiên năm 1982.